# Semiothisa fulvida
Semiothisa fulvida là một loài bướm đêm trong họ Geometridae.